# Isidro Ayora (ciudad)
Isidro Ayora es una ciudad ecuatoriana, cabecera cantonal del Cantón Isidro Ayora, perteneciente a la Provincia de Guayas. Se localiza al centro de la región litoral del Ecuador, muy cerca del río Bachillero.
En el censo de 2022 tenía una población de 8275 habitantes, lo que la convierte en la centésima décima segunda ciudad más poblada del país. Forma parte del área metropolitana de Guayaquil, pues su actividad económica, social y comercial está fuertemente ligada a Guayaquil, siendo ciudad dormitorio para cientos de personas que se trasladan a Guayaquil por vía terrestre. El conglomerado alberga a 3 618 450 habitantes y ocupa la primera posición entre las conurbaciones del Ecuador.

## Toponimia
La población fue fundada por el Monseñor Xavier, Obispo segundo de Guayaquil, el 13 de enero de 1832, con su Iglesia Catedral denominada San Juan de Soledad.
Texto de acuerdo de cambio de nombre, que reposa en los libros de Actos del Consejo Cantonal de Daule 1928, dice así: 
“Después de acalorada discusión sobre el acuerdo dado por el Consejo para el cambio de nombre de la parroquia Soledad, supliéndole con el nombre Isidro Ayora en honor al expresidente Isidro Ramón Ayora Cueva.

## Historia

### Época prehispánica
El actual territorio que ocupa la jurisdicción municipal de Isidro Ayora, en la época prehispánica estuvo poblado como en la mayor parte de la provincia del Guayas, por tribus de Colonches, Chongones, Daulis y Mangachi, que junto a los Ñausas, Oxivas, Palenques, Pimochas, Quilcas y Yaguachis, formaron parte de la etnia de los Huancavilcas, cuyo regulo era el cacique Guayas. Esto es a juicio de los historiadores y los escribas, y como lo hicieron constar en el archivo de Indias a la venida de Sebastián de Benalcázar a las costas del litoral ecuatoriano.

### Época republicana
A Soledad le tocó la suerte de ser Parroquia Eclesiástica muchos años antes de ser parroquia civil. El 25 de diciembre de 1841, se nombró para la parroquia San Juan de Soledad un Teniente Corregidor con los atributos de Pedáneo Parroquial, que vino a ser la primera Autoridad Civil dentro de la parroquia, siendo Teniente Pedáneo el Sr. Don Antonio Marcos, para Teniente Pedáneo Suplente el Sr. Ignacio Torres. 
Esta elección la realizó la Municipalidad de Daule, en atención de una nota del Sr. Don Vicente Rocafuerte. Gobernador de la provincia, en la que decía que “dispone que en las próximas elecciones municipales que se elija un Teniente Corregidor para la parroquia San Juan de Soledad, con las atribuciones de las Pedáneos Parroquiales” Esta nota fue fechada con 22 de noviembre de 1841.
Texto de acuerdo de cambio de nombre, que reposa en los libros de Actos del Consejo Cantonal de Daule 1928, dice así: 
“Después de acalorada discusión sobre el acuerdo dado por el Consejo para el cambio de nombre de la parroquia Soledad, supliéndole con el nombre Isidro Ayora, se acordó enviar dicho Acuerdo, conforme lo indica el señor Ministro de Municipalidades; texto que dice así: El Ilustre Consejo Municipal del Cantón Daule, en uso de las atribuciones concedidas el numeral 17 del Art. 13 de la Ley de Régimen Municipal Vigente, Vista la suscrita por los vecinos de la parroquia Soledad”.

## Gobierno municipal
La ciudad y el cantón Isidro Ayora, al igual que las demás localidades ecuatorianas, se rige por una municipalidad según lo estipulado en la Constitución Política Nacional. La Alcaldía de Isidro Ayora es una entidad de gobierno seccional que administra el cantón de forma autónoma al gobierno central. La municipalidad está organizada por la separación de poderes de carácter ejecutivo representado por el alcalde, y otro de carácter legislativo conformado por los miembros del concejo cantonal.

## Economía
Isidro Ayora posee tierras aptas para productos de ciclo corto y hasta hace pocos años grandes extensiones de tierra estuvieron cultivadas de algodón. En la actualidad se siembran productos como maíz, arroz, fréjol gandul, mango, melón, sandía, entre otros. Así también la actividad ganadera que se perfila como un gran potencial económico de la zona. La producción avícola es de primer orden, pues se faenan sobre los 20.000 pollos diariamente. En lo que se refiere a la artesanía, esta localidad se ha ganado merecidamente el nombre de “La ciudad de las hamacas”, que son elaboradas por las mujeres ayorenses, con paja de mocora y son muy apetecidas por la frescura y comodidad que brindan. Este cantón tiene excelente calidad y variedad de artículos que se confeccionan en paja toquilla, mimbre, bejuco y mocora, además de trabajos en cerámicas de excelente calidad.

## Turismo
Las playas y balnearios de agua dulce, a orillas de los ríos Ciénaga Redonda, Paco y Pedernales. El Complejo Vacacional “La Ciénaga”, que incluye lugares de producción agrícola y sitios de esparcimiento ecológico. También resulta interesante la visita a las granjas avícolas de moderna tecnología; los predios de mangos de exportación y las haciendas ganaderas con su adelantado manejo de cruces de razas, mejora genética y transferencia de embriones. No se olvide de visitar la Iglesia, que tiene más de 100 años de construida y los almacenes de hamacas y otras artesanías de mocora.

### Gastronomía
Algo de su comida, entre los platos típicos de este cantón se destacan la deliciosas fritadas de cerdo, las tortillas de maíz rallado y horneadas, el arroz con menestra y carne asada al carbón, el seco de gallina y el encebollado de pescado, sin dejar de saborear también las ricas tortas de choclo y humitas y las empanadas calientes y tiernitas.